# Sainte-Colombe, Côte-d'Or
Sainte-Colombe är en kommun i departementet Côte-d'Or i regionen Bourgogne-Franche-Comté i östra Frankrike. Kommunen ligger i kantonen Vitteaux som tillhör arrondissementet Montbard. År 2022 hade Sainte-Colombe 52 invånare.

## Befolkningsutveckling
Antalet invånare i kommunen Sainte-Colombe
Referens:INSEE